# Chorebus cylindricus
Chorebus cylindricus är en stekelart som först beskrevs av Telenga 1935.  Chorebus cylindricus ingår i släktet Chorebus och familjen bracksteklar. Arten är reproducerande i Sverige. Inga underarter finns listade i Catalogue of Life.